# Позашляховик-купе

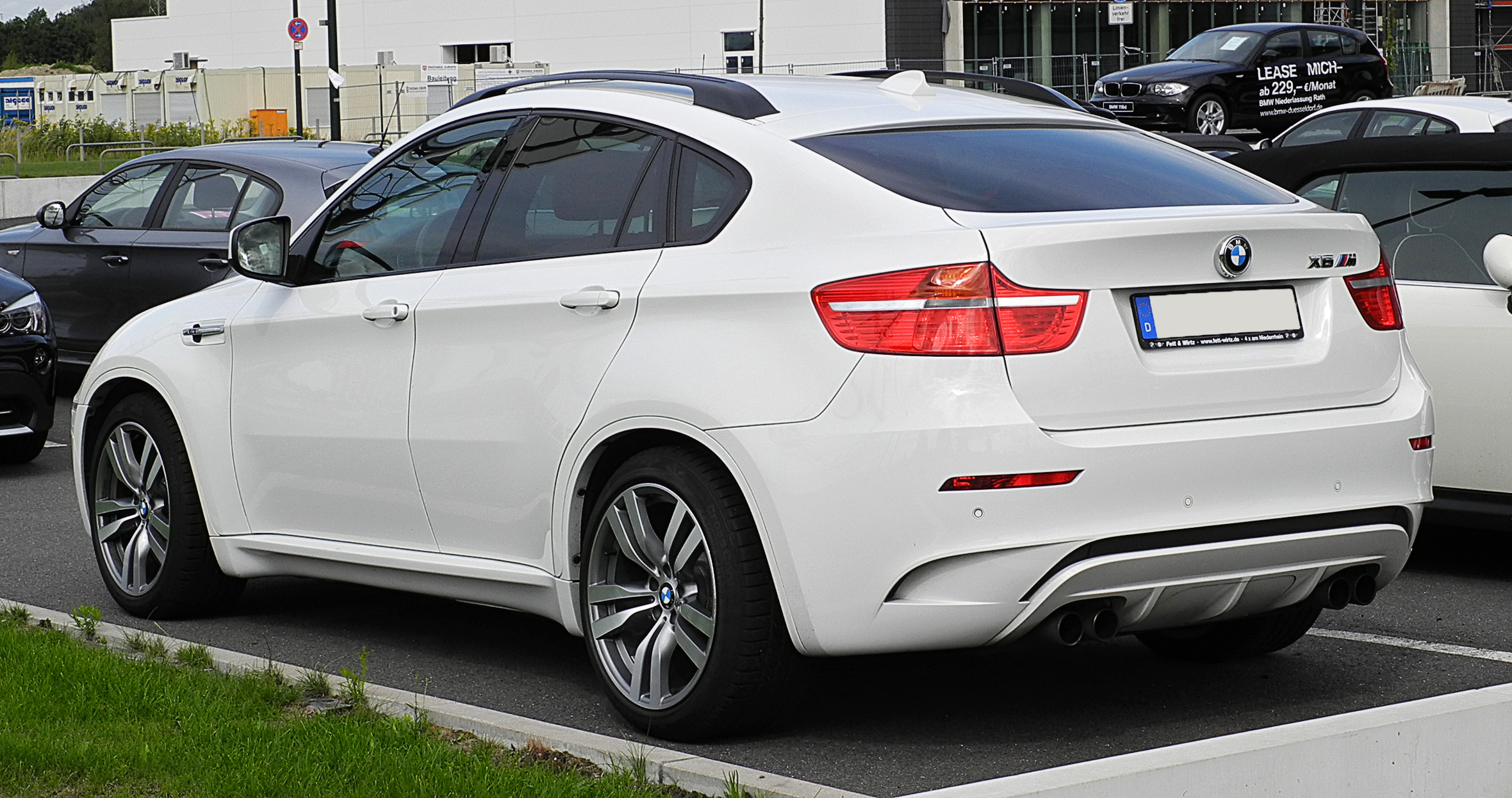
Перше покоління BMW X6, багато хто вважається першим позашляховиком купе

Позашляховик-купе — це різновид позашляховика з похилою задньою лінією даху, подібною до фастбеків або каммбеків. Похила лінія даху створена для того, щоб запропонувати перевагу стилю порівняно зі стандартним позашляховиком, що допомагає збільшити прибуток, оскільки виробники можуть підняти ціну, продаючи її як більш преміальну модель. Оскільки всі коли-небудь вироблені позашляховики-купе належать до різновиду кросоверів, позашляховики-купе також можна назвати «кросоверами-купе» або «позашляховиками-купе-кросоверами».
Хоча сам термін «купе» має позначати легковий автомобіль із похилою або зрізаною задньою лінією даху та двома (або трьома) дверима, традиційні дводверні позашляховики (включаючи позашляховики з лонжеронною рамою), такі як певні моделі Toyota RAV4 і Jeep Wrangler ніколи не розглядаються під такими термінами, і кожен позашляховик-купе за визначенням (за винятком Range Rover Evoque Coupé) оснащений п’ятьма двері. Стиль кузова особливо піддався критиці, оскільки деякі вважають його менш привабливим і менш практичним, ніж звичайні кросовери, оскільки низька лінія даху зменшує вантажний простір і простір для голови заднього пасажира.